# Dauferio il Muto
Dauferio detto il Muto o il Balbo (775 circa – prima dell'aprile 851) è stato un nobile longobardo, conte di Nocera, fu il capostipite della dinastia principesca salernitana dei Dauferidi.

## Biografia
Dauferio sarebbe nato attorno al 775, da una nobile famiglia longobarda.
Soprannominato "il Muto", era conosciuto anche come "il Balbo".
Non va confuso con un suo omonimo, detto il Profeta, il quale fu suo consuocero.
Dauferio era feudatario nell'Actus Nuceriæ, generalmente gli storici (come Di Meo) avallano l'ipotesi che Dauferio fosse Conte di Nocera.
Nel 795 sposò una nobildonna della quale non si conosce il nome. Da lei ebbe almeno sette figli: Dauferada, Romualdo, Arechi, Grimoaldo, Guaiferio, Maione ed Adelchisa.
Dauferio era uno dei maggiori alleati del principe Sicardo di Benevento, a testimonianza di ciò è il matrimonio tra il principe ed una delle figlie del conte, Adelchisa.

### Assassino di Sicardo, successione al potere e ritiro a Nocera
Nell'839 il principe Sicardo di Benevento, fu assassinato dagli amalfitani presso Avella  e gli succedette sul trono il suo tesoriere palatino, Radelchi che fu riconosciuto principe. A contestare tale acclamazione ci fu una fazione guidata da due capisaldi di riferimento: Adelchi, il figlio di Rothfrit, altro alleato di Sicardo, ed appunto Dauferio il Muto. A supporto di Radelchi c’era il conte di Capua Landolfo I il Vecchio. Dauferio rappresentava in qualche modo la famiglia di Sicardo, in quanto il Balbo era suocero del defunto principe.
Dopo la salita al trono di Radelchi, Dauferio preferì rifugiarsi a Nocera (secondo il Chronicon Salernitanum sarebbe stato costretto) nel personale feudo detto del Biscido o, secondo storici locali come Michele de' Santi e Giuseppe Benevento, a Cortedomini.

### Ribellione e presa di Salerno
Tuttavia Dauferio restava sempre fedele alla famiglia di Sicardo, si attivò fin da subito per riportare la dinastia dei Sicardi sul trono beneventano, spingendo quindi per riportare a Benevento Siconolfo, il fratello di Sicardo, che era stato esiliato a Taranto dal defunto consanguineo. Alla morte del fratello, Siconolfo aveva violato l’esilio e si era rifugiato presso il cognato Orso, conte di Conza. Contestualmente Adelchi trovò la morte per mano del nuovo principe e Landolfo eliminò ogni opposizione al suo potere in Capua, fu così che Dauferio con i suoi figli imbastì dapprima un'insurrezione generale contro Radelchi, fece ribellare Salerno e se ne impossessò. Da lì dichiarò Radelchi usurpatore, indicando come unico erede e successore legittimo del defunto Sicardo suo fratello Siconolfo e proclamò lo stesso principe nel dicembre dell'839.

### LaBattaglia di Salernoe la sconfitta di Radelchi
Nell'840 l’eco della ribellione si estese rapidamente nel principato, con Amalfi, Conza ed il gastaldato di Acerenza che si schierarono con i ribelli. Taranto si unì poco dopo. In un primo momento Radelchi cercò di intavolare una trattativa con Dauferio per giungere ad un accordo che evitasse un conflitto armato, ma diverse circostanze impedirono questa via: ad esempio il controverso comportamento dell’emissario Ademario, che agì da vera e propria banderuola.
Radelchi dunque riunì le sue forze e marciò verso Salerno arrivando fin davanti alle mura della città.
Mentre il principe era impegnato a porre gli accampamenti ed a pianificare l’assedio, partì una violenta sortita guidata da Gauiferio, figlio del Balbo, che annientò le forze leali al principe, con lo stesso Radelchi messo in fuga.
Tale sconfitta creò uno scenario di ulteriore spaccatura nella Langobardia Minor, in quanto il potere andava di più frammentandosi e creando un terreno ideale per possibili interventi di regni esterni al principato. Dopo la vittoria di Salerno, Siconolfo lasciò Conza per prendere quindi possesso della città, che di fatti divenne la seconda capitale del principato, lo stesso fece anche Landolfo, che ruppe apertamente il patto di fedeltà fatto anni addietro con Radelchi, stipulando una tregua col duca bizantino Andrea II di Napoli.
Quando ormai Siconolfo,  fu riconosciuto come legittimo sovrano anche dalle contee in Calabria e da alcune dell’Apulia, Radelchi si affidò ai mercenari arabi musulmani, che si diedero al saccheggio ed alla devastazione dei vari avamposti meridionali.

### Ultimi anni e laDinastia dei Dauferidi
Dopo l'insediamento di Siconolfo, a Salerno, non si hanno più notizie di Dauferio, che probabilmente morì prima dell'aprile dell'851, in quanto su di un documento di quel periodo, il figlio Guaiferio è definito comes filius bone recordationis Dauferii.
Successivamente suo figlio Guaiferio, succedette ad Ademaro e fu fra l'861 e l'880, il quinto principe di Salerno. Da Guaiferio ebbe vita dapprima il ramo principesco della stirpe dei Dauferidi e successivamente derivarono altre casate. Prima fra tutte fu la nobile famiglia di Nocera, tuttora prospera. Essa assunse come cognome il nome del feudo, secondo quanto prescritto dalla legge longobarda. In seguito, da un’altra propaggine dei Dauferidi discese la nobile famiglia dei Viscido, che prendevano il nome dal feudo nocerino del Biscido.